# فيليبو لومباردي
فيليبو لومباردي (بالإيطالية: Filippo Lombardi)‏ (22 أبريل 1990 بأنكونا في إيطاليا - ) هو لاعب كرة قدم إيطالي في مركز حراسة المرمى. لعب مع نادي أنكونا ونادي بولونيا وAlma Juventus Fano 1906 ‏ وSantarcangelo Calcio ‏.